# Eindampfen (Schifffahrt)
Durch das Eindampfen können An- bzw. Ablegemanöver auf engem Raum oder bei ungünstigen Wind- und Stromverhältnissen durchgeführt werden. Zweck des Eindampfens ist es, Schub(kraft), Derivationskraft und Radeffekt zur Positionsänderung nutzen zu können, ohne Fahrt über Grund zu machen. Aus diesem Grund wird das Boot in der Regel durch eine oder mehrere Leinen mit der Mole fest verbunden.
Der Vielfalt an möglichen Manövern ist kaum Grenzen gesetzt und die geplanten Manöver müssen an die vorherrschenden Bedingungen angepasst und „klassische“ Eindampfmanöver gegebenenfalls adaptiert werden.

## Elemente
Um die Position von Booten auf gewollte Weise zu verändern, müssen gezielt Kräfte eingesetzt werden. Die zur Verfügung stehenden Elemente zur Krafterzeugung, und damit zur Durchführung von Eindampfmanövern, können grob in folgende vier Möglichkeiten eingeteilt werden:
1. Schubkraft durch den Propeller {\displaystyle F_{S}}: Drehende Propeller verdrängen Wasser und erzeugen dadurch Schub. Wird das Wasser nach achtern verdrängt, entsteht eine entgegen gerichtete, also nach vorne wirkende Schubkraft. Dreht der Propeller beim Blick auf das Boot von achtern bei Vorwärtsschub im Uhrzeigersinn, wird der Propeller als rechtsdrehend bezeichnet, sonst als linksdrehend. Die meisten Jachten sind mit Wechselgetrieben ausgestattet, d. h. bei Rückwärtsschub wird die Drehrichtung des Propellers umgekehrt.
2. Derivationskraft durch Umströmung des Ruderblatts {\displaystyle F_{D}}: Da sich der Propeller in der Regel vor dem Ruderblatt befindet, umströmt das bei Vorwärtsschub verdrängte Wasser das Ruderblatt. Durch Anstellen des Ruderblattes wird das strömende Wasser umgelenkt und erzeugt eine entgegen gerichtete Auftriebskraft quer zu Schiffslängsachse (Derivation). Umgekehrt verdrängt der Propeller bei Rückwärtsschub das Wasser nach vorne und das Ruderblatt wird nicht angeströmt – die Derivationskraft kann bei Eindampfmanövern daher nur bei Vorwärtsschub, jedoch nicht bei Rückwärtsschub erzeugt werden.
3. Radeffekt durch (seitliche) Umströmung des Bootsrumpfes {\displaystyle F_{R}}: Der Propeller versetzt das verdrängte Wasser zusätzlich in Rotation. Durch den Drall vergrößert sich die Fläche des rotierenden Wasserstrahls. Je nach Drehrichtung des Propellers wird dadurch Wasser von einer Seite des Bootsrumpfes weggesaugt und gegen die gegenüberliegende Seite des Bootsrumpfes gedrückt. Je nach Bauart des Propellers (schräge Welle, Saildrive (horizontale Propellerwelle), …) kann sich die Stärke des Radeffekts bei Vorwärtsschub und Rückwärtsschub unterscheiden. In der Regel ist der Radeffekt bei Rückwärtsschub stärker, da der Bootsrumpf stärker angeströmt wird. Bei Vorwärtsschub kann der Radeffekt durch die Derivation auch leicht kompensiert werden, wodurch er in der Regel keine Rolle spielt.
4. Leinenkräfte {\displaystyle F_{L}}: Die Nutzung von Leinen zur Kraftübertragung ist ein wesentlicher Bestandteil der technischen Mechanik (Seilstatik). Die richtige Leinenführung ist das wesentliche Kriterium zur erfolgreichen Durchführung eines Eindampfmanövers, es zahlt sich daher aus, sich mit den technischen Grundlagen genauer zu beschäftigen. An dieser Stelle sei nur darauf hingewiesen, dass Leinen biegeschlaff sind und daher nur Zugkräfte in ihrer Wirkrichtung aufnehmen und übertragen können.

Schematische Darstellung von Schubkraft (links), Derivationskraft (Mitte) und Radeffekt (rechts)

Die angeführten Elemente stehen dem überwiegenden Großteil der Boote für die Durchführung von Eindampfmanövern zur Verfügung, bei Jachten mit Doppelruderanlage entfällt die Nutzungsmöglichkeit der Derivationskraft. Bug- bzw. Heckstrahlruder werden zwar häufiger, gehören aber noch nicht zur Standardausstattung von Jachten und werden in den folgenden Darstellungen nicht berücksichtigt – diese können natürlich unabhängig von den folgenden Erklärungen bei Eindampfmanövern als Unterstützung genutzt werden.

## „Klassische“ Eindampfmanöver
Es sollen hier einige bewährte Eindampfmanöver beschrieben und analysiert werden. Diese Manöver können nur als Anhaltspunkte gelten und werden in erster Linie zum Verständnis der elementaren Vorgänge behandelt. Es liegt im Verantwortungsbereich des Schiffsführers, ein an die Situation angepasstes Manöver zu planen, besprechen, vorbereiten und auszuführen.

### Ablegen durch Eindampfen in die Vorspring
Dieses Manöver bietet sich aus einer Längsseitsposition bei auflandigem Wind an bzw. wenn vor und hinter der längsseits liegenden Jacht wenig Platz zur Verfügung steht. Ziel des Manövers ist es, das Heck von der Mole wegzudrehen, wobei es vor allem bei stärkerem Wind notwendig sein kann, die Drehung solange fortzuführen, bis das Heck (fast) gegen den Wind gerichtet ist. In der beispielhaft angeführten Situation liegt die Jacht mit ihrer Backbordseite an der Mole, der Wind trifft im rechten Winkel aufs Land.

#### Vorbereitung
Da die Jacht während des Manövers um den Bug von der Mole weggedreht wird, muss der Vorsteven gut abgefendert werden. Zur Durchführung des Manövers wird eine lange Vorspring benötigt, die gegebenenfalls auf Slip genommen werden kann. Wesentlich ist die Befestigung oder Umlenkung der Vorspring an einem Punkt des Bootes, der sich möglichst weit vorn befindet – die Befestigung der Vorspring an der molenseitigen vorderen Klampe erzeugt ein Gegenmoment und behindert das Manöver oder macht es unmöglich. Eine auf jeder Jacht mögliche Variante ist die Befestigung der Vorspring an der vorderen Klampe der molenabgewandten Seite und deren Umlenkung um den Vorsteven.

#### Durchführung

Unterschiedliche Kräfteverhältnisse beim Manöver „Ablegen durch Eindampfen in die Vorspring“ bei richtiger Vorspringführung (links) und falscher Vorspringführung (rechts); Bei der falschen Vorspringführung erzeugt die Vorspring ein Gegenmoment, das das Manöver behindert

Kräfteverhältnisse beim Manöver „Ablegen durch Eindampfen in die Achterspring“ mit unterschiedlich drehenden Propellern (links: rechtsdrehend | rechts: linksdrehend)

Die Jacht kann in ihrer Position stabilisiert werden, indem mit leichtem Vorwärtsschub in die Vorspring eingedampft wird. Danach können Achterspring und Vorleine problemlos gelöst werden. Sobald die Achterleine gelöst wird, beginnt das Heck der Jacht von der Mole wegzudrehen. Zu diesem Zeitpunkt sollte durch ein Crewmitglied die Position der Prellfender am Vorsteven nochmals überprüft und gegebenenfalls nachjustiert werden. Sobald der Vorsteven (durch die Fender geschützt) an der Mole ansteht, kommt die Drehung der Jacht zum Stillstand – der auflandige Wind versucht die Jacht zurück zur Mole zu drücken. Um das Heck der Jacht weiter von der Mole zu entfernen, kann nun durch Einschlagen zur Mole die Derivationskraft genutzt werden. Der Drehpunkt der Jacht befindet sich im abgefenderten Vorsteven, die Derivationskraft {\displaystyle F_{D}}erzeugt ein Moment mit dem Hebelarm {\displaystyle l_{D}}(vom Ruderblatt bis zum Vorsteven), der Wind {\displaystyle F_{W}}erzeugt ein Gegenmoment mit einem etwas kleinerem Hebelarm {\displaystyle l_{W}}. Ist das von der Derivationskraft erzeugte Moment größer, als das vom Wind erzeugte Gegenmoment dreht sich das Heck von der Mole weg, um das Moment der Derivationskraft zu erhöhen kann die Propellerdrehzahl erhöht und damit die Umströmung des Ruderblatts vergrößert werden. Wurde das Heck ausreichend weit von der Mole weggedreht (es sollte im Wind stehen), kann ausgekuppelt, das Ruder mittschiffs gestellt und die Vorspring gelöst werden. Sind alle Crewmitglieder an Bord, kann rückwärts von der Mole weggefahren werden.

#### Fehlerquellen
Ein grober Fehler ist das Anbringen bzw. Umlenken der Vorspring hinter dem Vorsteven. Dies führt dazu, dass die Drehung des Bootes von der Mole weg, die stets um den Prellfender am Vorsteven erfolgt, durch die Vorspring behindert wird – die Vorspring erzeugt ein Gegenmoment ({\displaystyle F_{L}\cdot l_{L}}). Dies ist in der untenstehenden Grafik durch eine naheliegende Betrachtungsweise veranschaulicht: Sie zeigt die Jacht in ihrer ursprünglichen Position (durchgezogene Linien) längsseits an der Mole und in der Endposition (strichlierte Linien) normal zur Mole. Die Vorspring ist an vier unterschiedlichen Punkten festgemacht. Es ist deutlich zu erkennen, dass jede Umlenkung hinter dem Vorsteven eine (unrealistische) Dehnung der Vorspring erfordert, um in die gewünschte Position zu gelangen.

Darstellung notwendiger Vorspringdehnungen abhängig von unterschiedlichen Belegpunkten beim Manöver „Ablegen durch Eindampfen in die Vorspring“

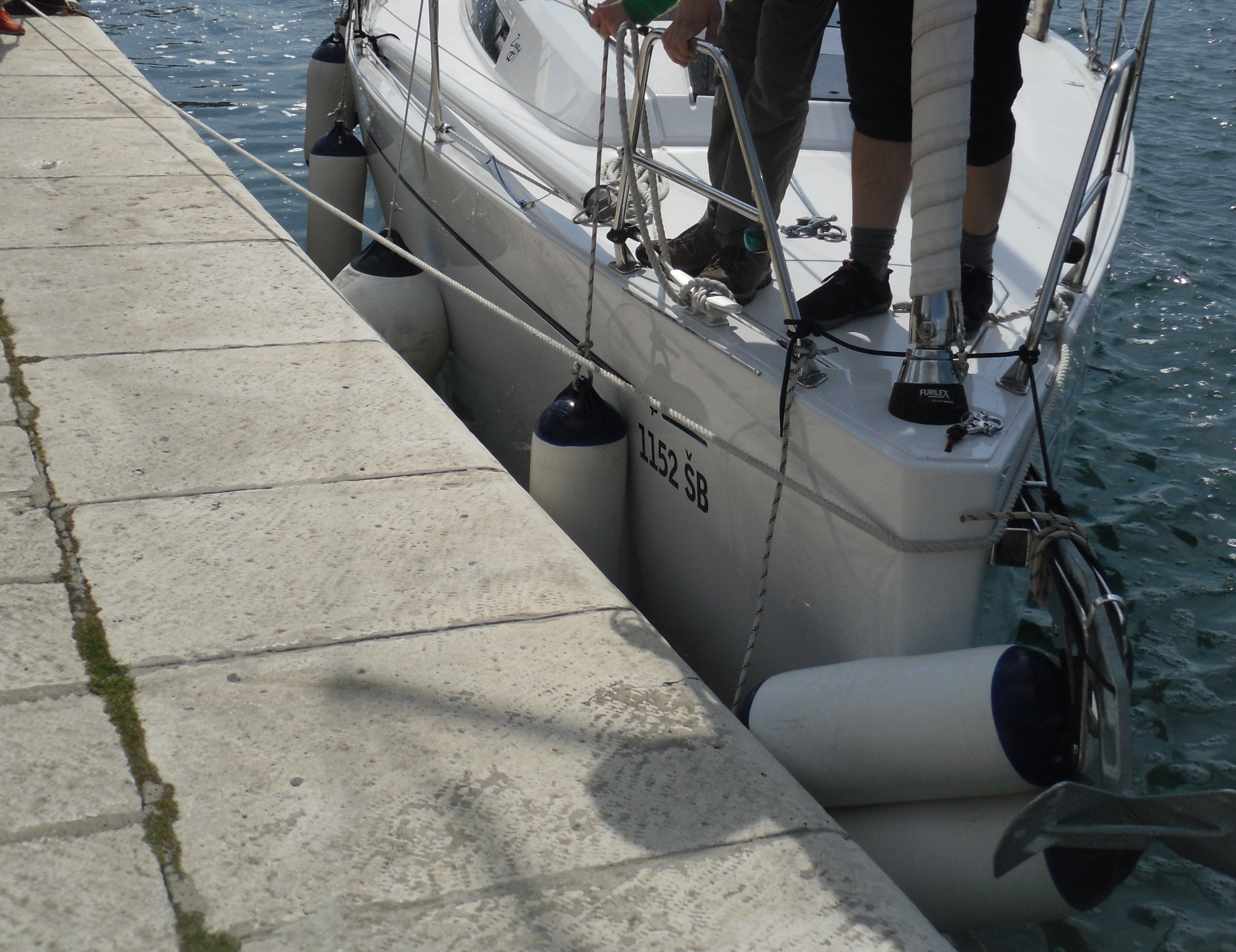
Richtige Vorspringführung beim Manöver „Ablegen durch Eindampfen in die Vorspring“

Darstellung der projizierten WIndangriffsfläche und dem Winkel zwischen Schiffslängsachse und Molenkante

Eine weitere Fehlerquelle ist die (vorzeitige) Beendigung des Manövers, bevor das Heck gegen den Wind steht. Der Winddruck auf das Freibord der Jacht nimmt mit zunehmendem Winkel zwischen der Schiffslängsachse und der Molenkante überproportional ab, wie folgende Tabelle darstellt:
| Winkel zwischen Molenkante und Schiffslängsachse | Anteil des ursprünglichen Winddrucks auf das Freibord |
| ------------------------------------------------ | ----------------------------------------------------- |
| 0°                                               | 100 %                                                 |
| 30°                                              | 87 %                                                  |
| 45°                                              | 71 %                                                  |
| 60°                                              | 50 %                                                  |
| 90°                                              | 0 %                                                   |

Erst bei einem Drehwinkel von 60° ist der seitliche Winddruck auf das Freibord halbiert. Das Drehen des Hecks in den Wind ist bei stärkerem Wind also notwendig für ein Gelingen des Manövers. Wie weit das Heck von der Mole weggedreht wird hängt von der tatsächlichen Windrichtung ab. Fällt der Wind eher achterlicher auf das Boot, so bewirkt eine Drehung mit dem Heck durch den Wind, dass der Winddruck beim Manöver unterstützt und das Boot von der Mole wegbewegt – inwieweit dies wünschenswert ist und wie dies für das Manöver genutzt wird liegt im Ermessen des Schiffsführers. Ist der Wind zwar auflandig, aber mit deutlich vorlicher Komponente, so kann das Eindampfen in die Achterspring zielführend sein.

### Ablegen durch Eindampfen in die Achterspring
Dieses Manöver bietet sich aus einer Längsseitsposition bei auflandigem Wind mit stark vorlicher Komponente an. Es ist nur dann sinnvoll, wenn durch das Manöver der Bug soweit von der Mole weggedreht werden kann, dass er durch den Wind geht. In der beispielhaft angeführten Situation liegt die Jacht mit ihrer Backbordseite an der Mole.

#### Vorbereitung
Da die Jacht während des Manövers um das Heck von der Mole weggedreht wird, muss der Rumpf am Heck und der Spiegel gut abgefendert werden. Zur Durchführung des Manövers wird eine Achterspring benötigt, die gegebenenfalls auf Slip genommen werden kann. Wesentlich ist die Befestigung oder Umlenkung der Achterspring an einem Punkt des Bootes, der sich möglichst weit achtern befindet – in den meisten Fällen ist dies die Heckklampe oder achterlichste Lippklampe.

#### Durchführung
Die Jacht kann in ihrer Position stabilisiert werden, indem mit leichtem Rückwärtsschub in die Achterpring eingedampft wird. Danach können Vorspring und Achterleine problemlos gelöst werden. Sobald die Vorleine gelöst wird beginnt der Bug der Jacht von der Mole wegzudrehen. Zu diesem Zeitpunkt sollte durch ein Crewmitglied die Position der Prellfender am Spiegel nochmals überprüft und gegebenenfalls nachjustiert werden. Sobald das Heck (durch die Fender geschützt) an der Mole ansteht, kommt die Drehung der Jacht zum Stillstand – der auflandige Wind versucht die Jacht zurück zur Mole zu drücken. Da bei Rückwärtsschub das Ruderblatt nicht angestrahlt wird, kann durch Ruderlage keine Derivationskraft erzeugt werden. Um das Bug der Jacht weiter von der Mole zu entfernen, kann nur die Drehzahl erhöht werden, das einzige dem Manöver helfende Moment ist das, bestehend aus Schubkraft {\displaystyle F_{S}}halber Bootsbreite {\displaystyle l_{S}}. Der Radeffekt hat zwar bei Rückwärtsschub einen größeren Effekt, jedoch hilft dieser nur, wenn die Jacht „zufällig“ mit der richtigen Seite an der Mole liegt, sonst behindert dieser das Manöver. In den meisten Fällen kommt die Drehung zum Stillstand sobald der Prellfender gequetscht ist. Fällt der Wind in dieser Position noch deutlich seitlich auf die Jacht, dann muss das Manöver abgebrochen und ein anderes gefahren werden. Im besten Fall steht der Bug in dieser Situation im Wind oder trifft sogar molenseitig auf die Jacht. Sobald der Bug durch den Wind geht, kann ausgekuppelt und die Achterspring gelöst werden. Sind alle Crewmitglieder an Bord, kann vorwärts von der Mole weggefahren werden.

#### Fehlerquellen
Ein grober Fehler ist der Versuch das Ablegemanöver durchführen zu wollen, auch wenn der Wind am Ende der Drehung noch deutlich seeseitig auf die Jacht trifft. Dieses Manöver ist nur zielführend, wenn der Wind eine deutlich vorlichere als seitliche Komponente zu Beginn des Manövers hat.

### Anlegen durch Eindampfen in die Vorspring
Dieses Manöver bietet sich bei ablandigem Wind an bzw. wenn an der Mole nur wenig mehr Platz zum Anlegen zur Verfügung steht, als die Jacht lang ist. Ziel des Manövers ist es, das Heck zur Mole hinzudrehen. Es ist ein anspruchsvolles Manöver, das Erfahrung, Gefühl am Ruder und eine fähige Crew voraussetzt. In der beispielhaft angeführten Situation soll die Jacht mit ihrer Backbordseite an die Mole gelegt werden, der Wind weht im rechten Winkel vom Land weg.

#### Vorbereitung
Da die Jacht während des Manövers um den Bug zur Mole hingedreht wird, muss der Vorsteven gut abgefendert werden. Zur Durchführung des Manövers wird eine Vorspring benötigt, sowie ein Crewmitglied, das mit dieser über den Bug von Bord geht und z. B. an einem Poller belegt.

#### Durchführung

Kräfteverhältnisse während des Manövers „Anlegen durch Eindampfen in die Vorspring“ (links: Beim ersten Kontakt | rechts: Bei fortgeschrittenem Manöver)

Um ein Vertreiben des Buges zu vermeiden, muss die Jacht gegen den Wind auf die Mole zugesteuert und bei Annäherung gleichzeitig Fahrt aus der Jacht genommen werden. Im Optimalfall kommt die Jacht im Moment des Kontaktes des Prellfenders mit der Mole zum Stillstand und das Crewmitglied mit der Vorspring kann aussteigen. Für ein Gelingen des Manövers muss der Kontakt zwischen Vorsteven und Molenkante erhalten bleiben; schließt die Schiffslängsachse mit der Molenkante einen stumpfen Winkel ein, so kann durch Vorwärtsschub in die Molenkante eingedampft und so ein Abtreiben durch den ablandigen Wind verhindert werden. Die Vorspring sollte rasch an einem Poller oder ähnlichem belegt werden. Wichtig ist, dass die Vorspring nicht durchhängt, da sonst bei der Drehung des Hecks zur Mole hin die Jacht in Fahrt kommen kann und der Vorsteven beschädigt werden könnte. Es sollte ebenso vermieden werden die Vorspring so stark anzuholen, dass der Bug seitlich versetzt wird. Solange die Jacht mit Vorwärtsschub gegen die Mole eindampft, sollte das Crewmitglied stets darauf achten, dass die Vorspring keine Lose erhält, ohne daran anzuziehen. Sobald die Vorspring belegt ist, wird Ruder von der Mole weg gelegt. Aufgrund der Umströmung des Ruderblatts durch den Propeller wirkt eine Derivationskraft, die das Heck um den Prellfender zur Mole dreht. Kommt die Drehung aufgrund des zunehmenden Winddrucks zum Stillstand kann sukzessive die Drehzahl erhöht werden. In der Regel kommt die Drehung endgültig zum Stillstand, wenn der Prellfender im Begriff ist den Kontakt zur Mole zu verlieren. Nun können, ohne Verringerung der Drehzahl, die Brustleinen und die Vorspring ausgebracht werden. Sobald die Leinen belegt sind, wird die Drehzahl reduziert.

#### Fehlerquellen
Ein häufiger Fehler ist der Versuch, das Manöver schräg zum Wind anzufahren. Sobald die Fahrt in der Nähe der Mole reduziert wird, vertreibt der Wind den Bug und das Boot entfernt sich von der Mole. Bei stärkerem Wind ist ein Anfahren gegen den Wind unumgänglich.
Bei diesem Manöver läuft der Bug Gefahr beschädigt zu werden. Da es bei ablandigem Wind durchgeführt wird, wird die Jacht bei einem Fehler von der Mole (also der Gefahr) weggedrückt, es bietet also eine gewisse Sicherheit bei misslungenen Anläufen. Diese Sicherheit ist natürlich nicht mehr vorhanden, wenn das Manöver bei unpassenden Bedingungen erzwungen werden soll.
Trifft der Wind nicht rechtwinklig auf die Mole, so sollte die Seite zum Anlegen so gewählt werden, dass stets über den kleineren Winkel gedreht werden muss. Bei Vorwärtsschub ist der Radeffekt in der Regel vernachlässigbar und keine Seite bietet diesbezüglich Vorteile.

### Ablegen durch Eindampfen in die seeseitige Heckleine

Links: Kräfteverhältnisse beim Manöver „Ablegen durch Eindampfen in die seeseitige Heckleine“ | Rechts: Kraftkomponenten parallel und quer zur Leinenrichtung bei unterschiedlichen Zugwinkeln

Dieses Manöver ist geeignet, um bei leichten auflandigen Winden aus der Längsseitsposition abzulegen. Es kann nur durchgeführt werden, wenn nach achtern ausreichend Platz (mindestens eine Bootslänge) vorhanden ist. Bei höheren Windgeschwindigkeiten führt es in der Regel nicht zum Ziel. Ein Vorteil gegenüber dem Eindampfen in die Vorspring ist jedoch, dass die Jacht nicht um den Vorsteven gedreht werden muss – was bei hohen Molen aufgrund des Bugkorbs nicht möglich ist.

#### Vorbereitung
Es wird eine sehr lange Leine benötigt oder mehrere Leinen müssen verbunden werden. Ein Tampen wird seeseitig an der Mittelklampe oder an der Genuawinsch belegt. Sie wird außerhalb des Heckkorbs an Land geführt und möglichst weit hinter dem Heck an Land umgelenkt und auf Slip wieder seeseitig an Bord, wieder Mittelklampe oder Genuawinsch, belegt. Ein Crewmitglied muss bereit sein, einen Tampen der Festmacher loszuwerfen und die Leine an Bord zu holen.

#### Durchführung
Um die Jacht zu stabilisieren, kann durch Vorwärtsschub in die lange Heckleine eingedampft und restlichen Leinen gelöst werden. Nun wird Ruder zur Mole hin gelegt, die entstehende Derivationskraft zieht die Jacht von der Mole weg. Kommt die Bewegung zum Stillstand, so können durch Erhöhung der Drehzahl Schub- und Derivationskraft verstärkt werden. Ist die Jacht ausreichend weit von der Mole entfernt, so wird das Ruder von der Mole weg eingeschlagen und die Jacht dreht den Bug unter der Heckleine durch. Die Heckleine wird gelöst und an Bord geholt.

#### Fehlerquellen

Kräfteverhältnisse beim Manöver „Ablegen durch Eindampfen in die seeseitige Heckleine“ abhängig vom Belegpunkt der Heckleine an Bord

Ist die Umlenkung der Heckleine an Land zu knapp hinter dem Heck, so verhindert die schlechte Zugrichtung der Leine ein Entfernen des Bootes von der Mole. Je weiter der Umlenkpunkt vom Heck entfernt liegt, desto geringer ist die Kraftkomponente {\displaystyle F_{Q}}, die das Heck an der Mole hält.
Eine weitere Fehlerquelle ist das Belegen der seeseitigen Heckleine hinter oder auf Höhe des Ruderblatts (z. B. an der Heckklampe), dies behindert das Durchdrehen der Jacht am Ende des Manövers. Die Drehung soll durch das Ruderlegen weg von der Mole erwirkt werden, indem die Derivationskraft {\displaystyle F_{D}} ein Moment mit dem Hebelarm {\displaystyle l_{D}}, zwischen dem Ruderblatt und dem Befestigungspunkt der Heckleine, erzeugt. Befindet sich der Befestigungspunkt nur knapp vor oder gar hinter dem Ruderblatt kann das notwendige Moment nicht erzeugt werden – die Heckleine verhindert die Drehung.
Das Einholen der Heckleine nach dem Manöver, vor allem in Fällen, in denen diese gestückelt ist, kann zu Problemen führen, wenn zum Beispiel ein Knoten an der Mole hängen bleibt. Die Leinenführung sollte also vor dem Manöver wohldurchdacht sein, um Problemen am Ende des Manövers vorzubeugen.

Schematische Darstellung der Bootsbewegung am Ende des Manövers „Ablegen durch Eindampfen in die seeseitige Heckleine“ bei richtiger (links) und falscher (rechts) Führung der Heckleine

### Anlegen durch Eindampfen in die landseitige Heckleine
Dieses Manöver ist geeignet, um bei ablandigen Wind längsseits anlegen zu können – es bietet sich auch sehr gut als Einhandmanöver an. Die Durchführung ist einfacher und unkritischer als beim Anlegen durch Eindampfen in die Vorspring, es benötigt jedoch mehr Platz an der Mole und die Erfolgsaussichten sind geringer bei stärkeren Winden.

#### Vorbereitung
Für das Anlegemanöver wird zunächst nur eine Heckleine benötigt. Diese darf jedoch nicht an der Heckklampe belegt werden, sondern muss weiter vorne am Boot (z. B. Genuawinsch oder Mittelklampe) befestigt werden, um die Drehung des Bootes durch die Derivationskraft auch gegen einen möglichen Winddruck gewährleisten zu können. Die Heckleine wird entweder von einem Crewmitglied an Land gebracht und belegt, kann aber auch von Bord aus z. B. über einen Poller geworfen werden – jede Variante bedarf einer entsprechenden Vorbereitung.

#### Durchführung
Die Jacht wird mit dem Heck voraus auf die Stelle zugesteuert, an der das Heck am Ende des Manövers in etwa liegen soll. Ist das Boot ausreichend knapp an der Mole, so steigt ein Crewmitglied an Land und belegt den Festmacher oder wirft diesen über den Poller und holt ihn an Bord dicht – da dieses Manöver bei ablandigem Wind gefahren wird, ist die Gefahr eines Schadens bei einem notwendigen Abbruch gering, da die Jacht durch den Wind vom Land weggetrieben wird. Sobald die Heckleine belegt und dicht ist, wird Vorwärtsschub gegeben und Ruder zur Mole hin gelegt. Die durch die Umströmung des Ruderblatts erzeugte Derivationskraft erzeugt ein Moment um den Punkt, an dem die Heckleine an Bord befestigt ist und verdreht den Bug gegen die Zugrichtung der Leine. Mit zunehmendem Winkel zwischen der Leinenrichtung und der Schiffslängsachse bewegt sich die Jacht auf einer etwa kreisförmigen Trajektorie mit einem der Leinenlänge entsprechenden Radius auf die Mole zu. Wird der Winddruck auf das Freibord aufgrund der Zunahme der projizierten Fläche so groß, dass die Bewegung des Bootes zum Stillstand kommt, so kann Drehzahl erhöht werden. Liegt die Jacht am Ende des Manövers längsseits an der Mole, werden die restlichen Festmacher ausgebracht und erst danach die Maschinendrehzahl verringert.

Ablauf und Kräfteverhältnisse beim Manöver „Anlegen durch Eindampfen in die Heckleine“

#### Fehlerquellen
Die wesentliche Fehlerquelle ist das Belegen der Heckleine hinter oder auf Höhe des Ruderblatts (z. B. an der Heckklampe); dies behindert die Drehung des Buges gegen den Wind und damit die Bewegung der Jacht zur Mole hin. Die Drehung soll durch das Ruderlegen zur Mole hin erwirkt werden, indem die Derivationskraft {\displaystyle F_{D}}ein Moment mit dem Hebelarm {\displaystyle l_{D}}, zwischen dem Ruderblatt und dem Befestigungspunkt der Heckleine, erzeugt. Befindet sich der Befestigungspunkt nur knapp vor oder gar hinter dem Ruderblatt kann das notwendige Moment nicht erzeugt werden – die Heckleine verhindert die Drehung. Stärkere Winde erfordern einen größeren Hebelarm, also die Belegung der Heckleine an Bord an einem weiter vorne befindlichen Punkt.
Ist der Drehpunkt an Bord zu weit vorne, so reagiert die Jacht aufgrund des langen Hebelarms sehr empfindlich auf ein sich verändernden Rudereinschlag und variierende Drehzahlen (Schubkraft). In der Regel ist das Belegen der Heckleine an Bord vorlicher als die Mittelklampe nicht zielführend, sondern erschwert das Manöver ohne Vorteile zu bringen – im Extremfall wird die „Heckleine“ an der vorderen Klampe belegt und das Manöver mutiert zum Anlegen durch Eindampfen in die Vorspring.

### Eindampfen „in der Box“ bei seitlichen Winden

Erhöhung der Kraftkomponente quer zur Schiffslängsachse der Leinenkraft durch Drehung des Bugs gegen den Wind

Vor allem beim Ablegen „aus der Box“ mit Muring ist es notwendig die Jacht durch Eindampfen auf Position zu halten, solange die Muringleine nach dem Lösen noch nicht abgesunken ist – ähnliches gilt, jedoch in weniger kritischem Maß, beim Anlegen, bis die Muring belegt ist. Um die Bandbreite der Möglichkeiten einzudampfen zu erhöhen, sollte mit dem Heck zur Mole angelegt werden.

#### Vorbereitung
Bei seitlichen Winden ist ausschließlich die luvseitige Heckleine nötig, die leeseitige sollte vor dem Ablegemanöver gelöst werden, um so die Anzahl der Fehlerquellen während des Manövers zu reduzieren. Die luvseitige Heckleine – während des Liegens in der Regel an der Heckklampe belegt – sollte auf Slip genommen und weiter vorne angebracht werden, um den Drehpunkt des Bootes deutlich vor das Ruderblatt zu verlegen (z. B. Genuawinsch). Bei der Umlenkung des Festmachers an Land gilt es zu berücksichtigen, dass sich diese nicht zu weit, aber dennoch in Luv des Bootes befinden sollte.

#### Durchführung
Vor dem Lösen der Muring muss das Boot gegen den seitlichen Winddruck stabilisiert werden. Durch die Aufnahme der Schubkraft zieht der Festmacher die Jacht nach Luv und der Winkel zwischen Festmacher und Molenkante vergrößert sich, bis die Kraftkomponente der Leinenkraft quer zur Schiffslängsachsenrichtung der Windkraft entspricht. Bei leichten Winden kann alleine durch den Schub und die Leinenrichtung ein Kräftegleichgewicht eingestellt werden. Das Boot kann nach Lösen der Muring in Position gehalten werden, bis die Muringleine abgesunken ist.
Bei stärkeren Winden reicht die durch die Schubkraft erzeugte Reaktionskraft in der Leine meist nicht aus, um der seitlich wirkenden Windkraft entgegenzuwirken. In diesen Fällen kann durch Einschlagen des Ruders eine Derivationskraft erzeugt werden, um den Bug der Jacht gegen Luv zu drehen. Durch das Belegen der Heckleine deutlich vor dem Ruderblatt kann mit der Derivationskraft {\displaystyle F_{D}} ein Moment um den Belegpunkt der Heckleine an Bord erzeugt und das Boot verdreht werden. Durch das Drehen des Buges Richtung Luv vergrößert sich der von Schubkraft {\displaystyle F_{S}} und Heckleine eingeschlossene Winkel, die Kraftkomponente der Leinenkraft quer zur Schiffslängsachse {\displaystyle F_{Q}}wird vergrößert und damit der Windkraft {\displaystyle F_{W}}entgegengewirkt. Ist das Boot in der Box nur durch Eindampfen stabilisiert kann die Muringleine gelöst und abgelegt werden, sobald die Muringleine abgesunken ist.

Kräfteverhältnisse bei der Wahl eines ungünstigen Belegpunktes (zu weit achtern) an Bord

#### Fehlerquellen
Die wesentliche Fehlerquelle ist das Belegen der Heckleine hinter oder auf Höhe des Ruderblatts (z. B. an der Hecklampe); dies behindert die Drehung des Buges gegen den Wind und damit die Verstärkung der Leinenkraftkomponente quer zur Schiffslängsachse (nach Luv). Die Drehung soll durch das Ruderlegen zur Mole hin erwirkt werden, indem die Derivationskraft {\displaystyle F_{D}}ein Moment mit dem Hebelarm {\displaystyle l_{D}}, zwischen dem Ruderblatt und dem Befestigungspunkt der Heckleine, erzeugt. Befindet sich der Befestigungspunkt nur knapp vor oder gar hinter dem Ruderblatt kann das notwendige Moment nicht erzeugt werden – die Heckleine verhindert die Drehung.
Im Vergleich zu den meisten anderen Eindampfmanövern, bei denen zu Beginn das Ruder voll eingeschlagen und im weiteren Verlauf des Manövers nur mit dem Schub (also der Motordrehzahl) gearbeitet wird, wird das hier beschriebene Manöver von Anfang durch Verändern von Drehzahl und Ruderlage gefahren. Vor allem bei böigen Verhältnissen und den typischen Windrichtungsänderungen zwischen anderen Booten ist das richtige Zusammenspiel zwischen Drehzahl und Ruderstellung wichtig und übungsbedürftig.